# Isabel Peliganga
Isabel João Miguel Sebastião Peliganga é uma advogada e política angolana. Filiada ao Movimento Popular de Libertação de Angola (MPLA), é deputada de Angola pelo Círculo Eleitoral Nacional desde 28 de setembro de 2017.
Peliganga licenciou-se em Direito e trabalhou como advogada. Exerceu cargos de chefia na Empresa de Distribuição de Energia Eléctrica, no Centro de Alfabetização em Cabinda e no Centro Nacional de Alfabetização.